# Burgemeester Van de Pollstraat
De Burgemeester Van de Pollstraat is een straat in Slotermeer in Amsterdam Nieuw-West. 
De straat ligt evenwijdig aan de Burgemeester Cramergracht en loopt van de Burgemeester Van Tienhovengracht naar de Jan Evertsenstraat. In het verlengde ligt de Oostoever.
Over de Burgemeester Cramergracht en de Burgemeester van de Pollstraat liggen in de Burgemeester Röellstraat een brug en viaduct van Piet Kramer uit 1953. 
De straat kreeg zijn naam in 1952 en werd vernoemd naar Jhr. Frederik van de Poll (1780-1853), burgemeester van Amsterdam van 1828 tot 1835.